# Ramon Zomer
Ramon Zomer (* 13. dubna 1983, Almelo, Nizozemsko) je nizozemský fotbalový obránce a bývalý mládežnický reprezentant, který hraje v nizozemském klubu Heracles Almelo.

## Reprezentační kariéra
Ramon Zomer byl členem nizozemských mládežnických výběrů. Zúčastnil se Mistrovství Evropy hráčů do 21 let 2006 v Portugalsku, kde mladí Nizozemci vybojovali svůj první titul v této věkové kategorii, když porazili ve finále Ukrajinu 3:0. Na turnaji nastoupil ve čtyřech zápasech.